# Pentaceratops
Pentaceratops ("khuôn mặt năm sừng") là một chi của khủng long ceratopsid ăn cỏ từ thời kỳ cuối kỷ Phấn trắng của ngày nay là Bắc Mỹ.
Hóa thạch Pentaceratops được phát hiện lần đầu tiên vào năm 1921. Chi này được đặt tên vào năm 1923 khi loại loài Pentaceratops sternbergii được mô tả. Pentaceratops sống khoảng 76 cuộc cách đây 73 triệu năm, phần còn lại của nó hầu hết được tìm thấy trong hệ tầng Kirtland [1] trong lưu vực San Juan ở New Mexico. Khoảng một chục hộp sọ và bộ xương đã được phát hiện, do đó hầu hết các xương được biết đến. Một mẫu vật đặc biệt lớn sau đó đã trở thành chi riêng của nó, Titanoceratops, do hình thái có nguồn gốc gần hơn với Triceratops và thiếu các ký tự duy nhất được chia sẻ với Pentaceratops, [2] mặc dù tác giả ban đầu đã gán nó cho Pentaceratops ấn phẩm. [3]
Pentaceratops dài khoảng sáu mét (hai mươi feet), và ước tính nặng khoảng năm tấn. Nó có một cái sừng mũi ngắn, hai cái sừng dài và cái sừng dài trên xương quai xanh. Hộp sọ của nó có diềm rất dài với các sừng hình tam giác ở rìa.
Pentaceratops là một ceratopsid lớn, Dodson ước tính chiều dài cơ thể là 6 mét, chiều dài hộp sọ của AMNH 1624 là 2,3 mét trong khi PMU R.200 có chiều dài 216 cm. Sừng mũi của Pentaceratops nhỏ và hướng lên trên và ngược lại. Sừng lông mày rất dài và cong mạnh về phía trước. Đường diềm hơi nghiêng lên của Pentaceratops dài hơn đáng kể so với Triceratops, với hai lỗ lớn (parietal fenestrae) trong đó. Nó là hình chữ nhật, được tô điểm bởi các tế bào xương hình tam giác lớn: lên đến mười hai episquamosal ở hình vuông và ba epiparietal ở xương parietal. Chúng lớn nhất ở các góc phía sau diềm, được phân tách bằng một rãnh hình chữ U lớn ở đường giữa, một đặc điểm không được công nhận cho đến năm 1981 khi mẫu vật UKVP 16100 được mô tả. Trong notch, điểm epiparietals đầu tiên về phía trước. Các joly rất dày và squamosal không chạm vào nhau, một autapomorphy có thể.Thân của Pentaceratops cao và rộng. Các đốt sống lưng phía sau có gai dài từ đó có lẽ dây chằng chạy ra phía trước, để cân bằng diềm cao. Các preubis là dài. Các ischium là dài và mạnh mẽ cong về phía trước. Với các mẫu vật nhỏ hơn, xương đùi hướng ra ngoài.